# Jardin botanique de Prague
Le jardin botanique de Prague (Botanická zahrada hl. m. Prahy) est un jardin botanique de 52 hectares dépendant de l'administration municipale de Prague, créé en 1969 et situé à l'extérieur de la ville sur les hauteurs des monts Troja, dans le district Troja. Il est membre de la BGCI et son code d'identification internationale est PRAZ.

## Collections
- Le jardin japonais
- Le vignoble Sainte-Claire
- Plantes vivaces et annuelles
- Plantes à bulbe
- Collection d'iris
- Collection de pivoines
- Collection de plantes méditerranéennes récoltées lors de deux expéditions en 1995 et 1996, avec des spécimens de plantes steppiques, de plantes de semi-déserts et de zones rocheuses. Elles sont disposées dans un espace contigu au jardin japonais.
- Section des plantes alpines en quatre secteurs. On y trouve des espèces d'orchidées des climats tempérés, avec les genres Pleione, Calanthe et Bletilla originaires d'Extrême-Orient.
- Serre dénommée Fata Morgana
- Herbier.

On remarque dans le jardin botanique une collection remarquable de bambous et de cactées supportant l'hiver.

## Illustrations

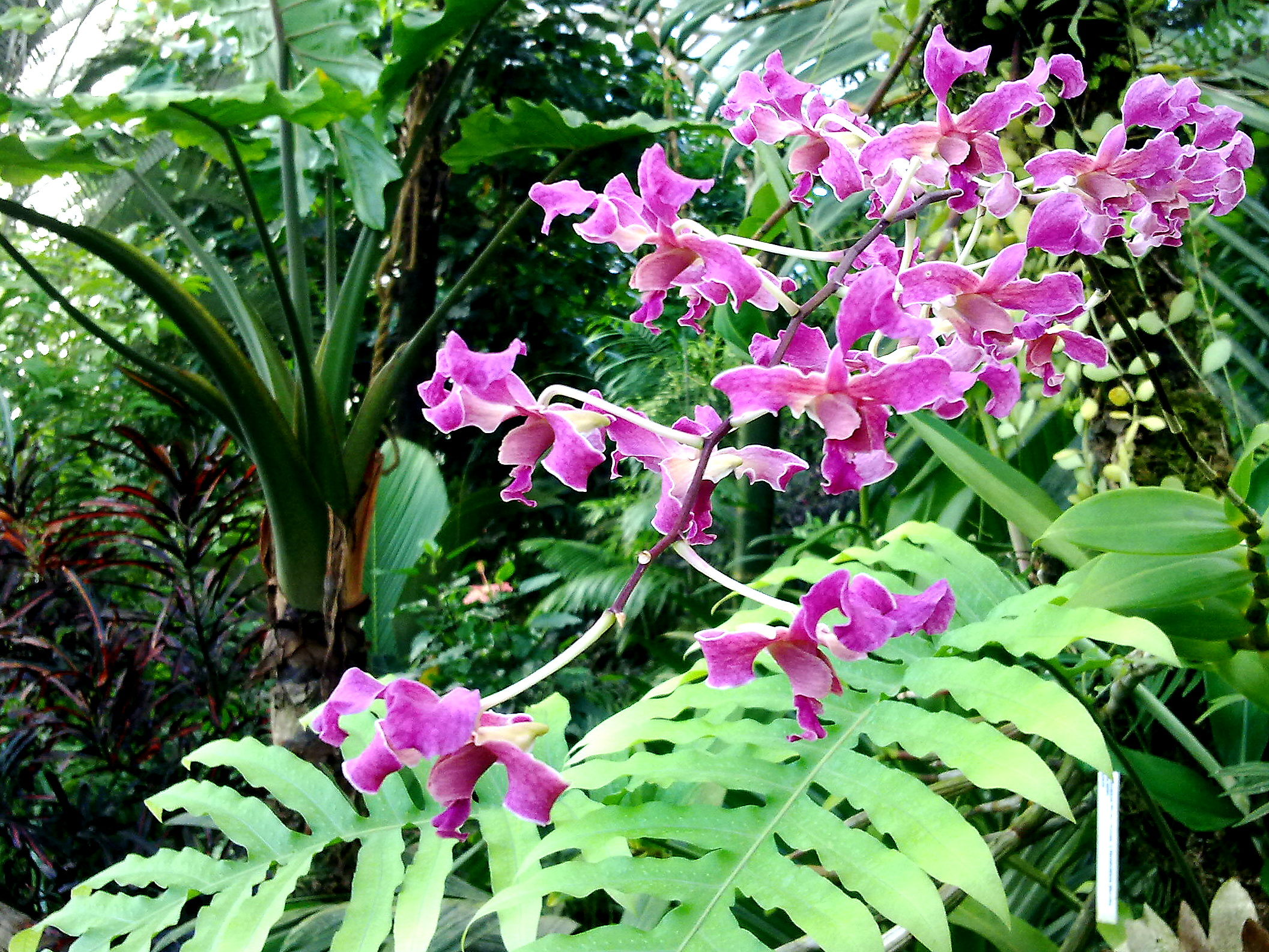
Orchidée de la serre
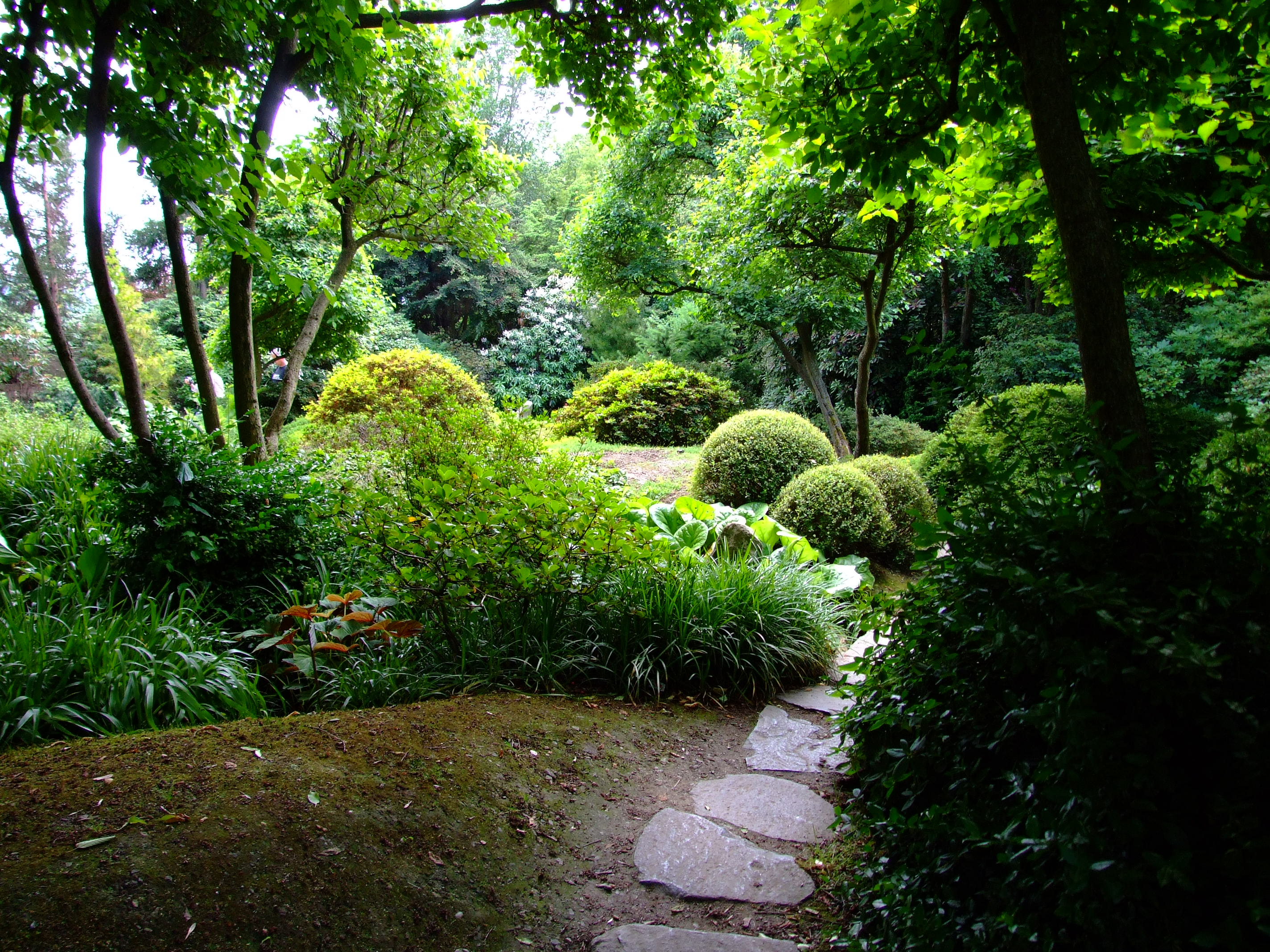
Partie du jardin japonais
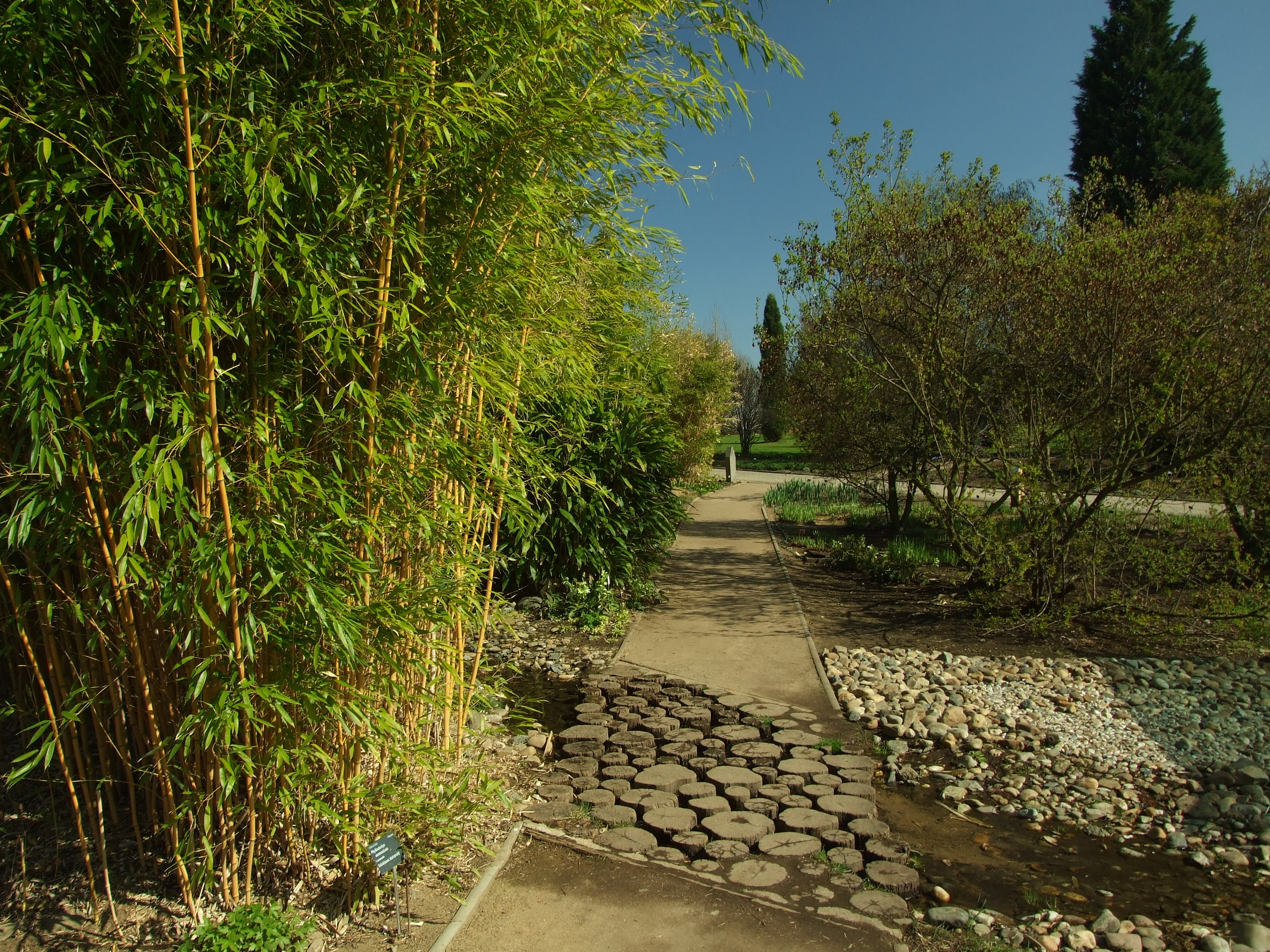
Allée de bambous
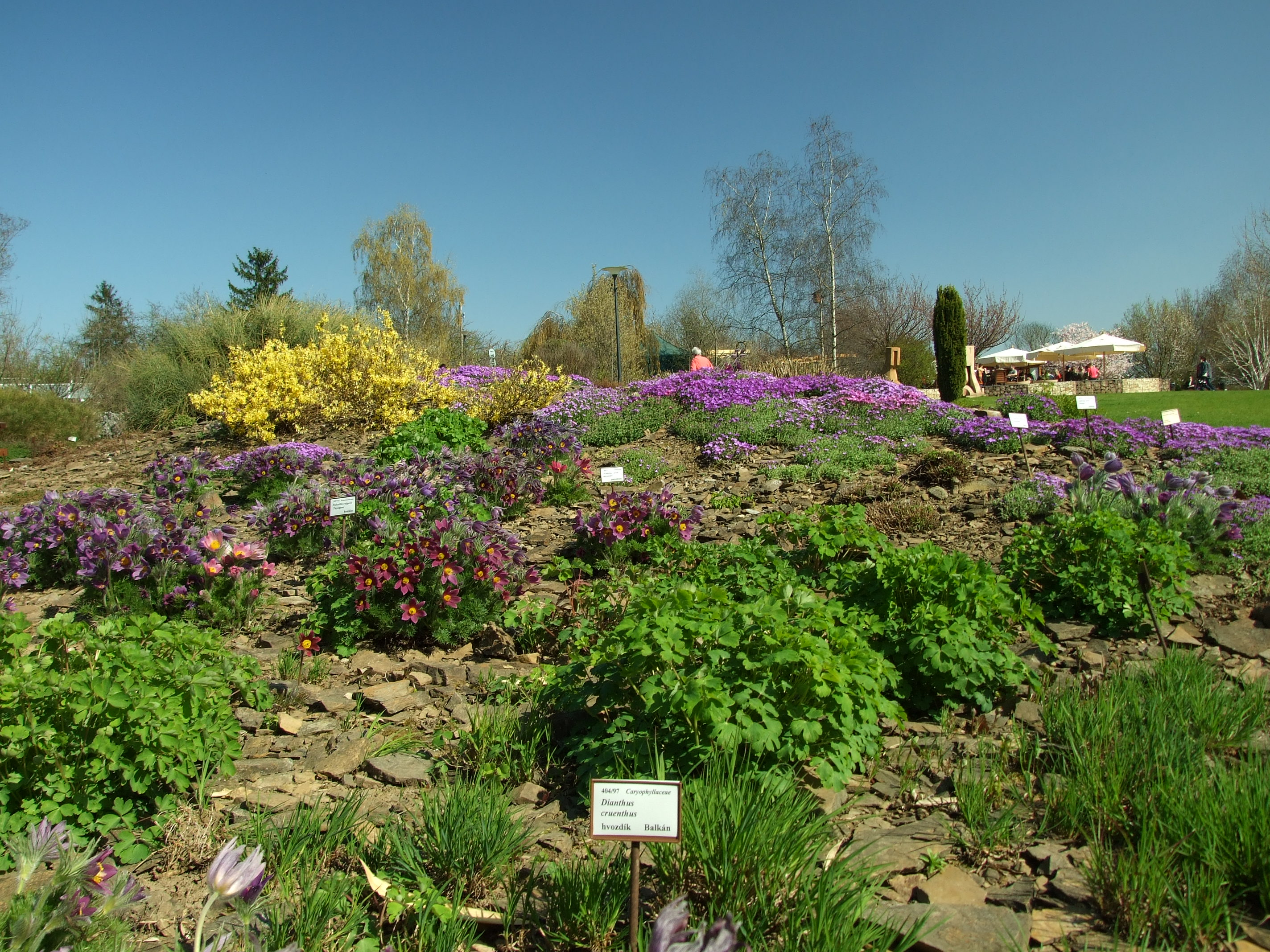
Collection de pulsatilles